# Danh sách cầu thủ tham dự giải vô địch bóng đá trẻ thế giới 2001
Dưới đây là danh sách các đội hình tham gia Giải vô địch bóng đá trẻ thế giới 2001 ở Argentina.
Cầu thủ được đánh dấu in đậm từng thi đấu cho đội tuyển quốc gia.

## Bảng A

### Argentina
Huấn luyện viên:  José Pékerman
| Số | Vt | Cầu thủ              | Ngày sinh (tuổi)            | Số trận | Câu lạc bộ         |
| -- | -- | -------------------- | --------------------------- | ------- | ------------------ |
| 1  | TM | Germán Lux           | 7 tháng 6, 1982 (19 tuổi)   |         | River Plate        |
| 2  | HV | Nicolás Burdisso     | 12 tháng 4, 1981 (20 tuổi)  |         | Boca Juniors       |
| 3  | HV | Julio Arca           | 31 tháng 1, 1981 (20 tuổi)  |         | Sunderland         |
| 4  | HV | Mauro Cetto          | 14 tháng 4, 1982 (19 tuổi)  |         | Rosario Central    |
| 5  | TV | Nicolás Medina       | 17 tháng 2, 1982 (19 tuổi)  |         | Argentinos Juniors |
| 6  | HV | Fabricio Coloccini   | 22 tháng 1, 1982 (19 tuổi)  |         | San Lorenzo        |
| 7  | TĐ | Javier Saviola       | 11 tháng 12, 1981 (19 tuổi) |         | River Plate        |
| 8  | TV | Oscar Ahumada        | 31 tháng 8, 1982 (18 tuổi)  |         | River Plate        |
| 9  | TĐ | Estebán José Herrera | 9 tháng 3, 1981 (20 tuổi)   |         | Boca Juniors       |
| 10 | TV | Leandro Romagnoli    | 17 tháng 3, 1981 (20 tuổi)  |         | San Lorenzo        |
| 11 | TV | Maxi Rodríguez       | 2 tháng 1, 1981 (20 tuổi)   |         | Newell's Old Boys  |
| 12 | HV | Ariel Seltzer        | 3 tháng 1, 1981 (20 tuổi)   |         | Argentinos Juniors |
| 13 | HV | Diego Colotto        | 10 tháng 3, 1981 (20 tuổi)  |         | Estudiantes        |
| 14 | TV | Leonardo Ponzio      | 29 tháng 1, 1982 (19 tuổi)  |         | Newell's Old Boys  |
| 15 | TV | Andrés D'Alessandro  | 15 tháng 4, 1981 (20 tuổi)  |         | River Plate        |
| 16 | TĐ | Mauro Rosales        | 24 tháng 2, 1981 (20 tuổi)  |         | Newell's Old Boys  |
| 17 | TĐ | Alejandro Domínguez  | 10 tháng 6, 1981 (20 tuổi)  |         | Quilmes            |
| 18 | TM | Willy Caballero      | 28 tháng 9, 1981 (19 tuổi)  |         | Boca Juniors       |
| 19 | TĐ | Sebastián Bueno      | 24 tháng 10, 1981 (19 tuổi) |         | Sarmiento de Junín |

### Ai Cập
Huấn luyện viên:  Shawky Gharieb
| Số | Vt | Cầu thủ                     | Ngày sinh (tuổi)            | Số trận | Câu lạc bộ           |
| -- | -- | --------------------------- | --------------------------- | ------- | -------------------- |
| 1  | TM | Mohamed Sobhy               | 30 tháng 8, 1981 (19 tuổi)  |         | Ismaily              |
| 2  | HV | Ahmed Samir                 | 3 tháng 10, 1981 (19 tuổi)  |         | Baladeyet El-Mahalla |
| 3  | TV | Abou El-Magd                | 1 tháng 1, 1981 (20 tuổi)   |         | Al-Ahly              |
| 4  | HV | Hussein Amin                | 26 tháng 4, 1981 (20 tuổi)  |         | Al-Ahly              |
| 5  | HV | Mahmoud Mahmoud             | 30 tháng 6, 1981 (19 tuổi)  |         | Zamalek SC           |
| 6  | HV | Mohamed El-Atrawy           | 19 tháng 8, 1981 (19 tuổi)  |         | Al-Mehalla           |
| 7  | TV | Mohamed Shawky              | 5 tháng 10, 1981 (19 tuổi)  |         | Al-Masry             |
| 8  | TV | Wael Riad                   | 2 tháng 8, 1982 (18 tuổi)   |         | Al-Ahly              |
| 9  | TV | Reda Shehata                | 24 tháng 1, 1981 (20 tuổi)  |         | Al-Ahly              |
| 10 | TĐ | Mohamed Mohsen Abou Greisha | 4 tháng 8, 1981 (19 tuổi)   |         | Ismaily              |
| 11 | TĐ | Mohamed El Yamani           | 1 tháng 1, 1982 (19 tuổi)   |         | Standard Liège       |
| 12 | TV | Mohamed Abdel Wahed         | 19 tháng 1, 1981 (20 tuổi)  |         | Al-Tersana           |
| 13 | HV | Amir Azmy                   | 14 tháng 2, 1983 (18 tuổi)  |         | Zamalek SC           |
| 14 | TV | Hossam Ghaly                | 15 tháng 12, 1981 (19 tuổi) |         | Al-Ahly              |
| 15 | TV | Ahmed Abou Moslem           | 25 tháng 7, 1981 (19 tuổi)  |         | Al-Ahly              |
| 16 | TĐ | Gamal Hamza                 | 5 tháng 12, 1981 (19 tuổi)  |         | Zamalek SC           |
| 17 | TV | Gamal Hawash                | 14 tháng 5, 1981 (20 tuổi)  |         | Dina Farms           |
| 18 | TM | Wael Zenga                  | 25 tháng 11, 1981 (19 tuổi) |         | Zamalek SC           |
| 19 | TM | Sherif Ekramy               | 1 tháng 7, 1983 (17 tuổi)   |         | Al-Ahly              |

### Phần Lan
Huấn luyện viên:  Kari Ukkonen
| Số | Vt | Cầu thủ          | Ngày sinh (tuổi)            | Số trận | Câu lạc bộ        |
| -- | -- | ---------------- | --------------------------- | ------- | ----------------- |
| 1  | TM | Otto Fredrikson  | 30 tháng 11, 1981 (19 tuổi) |         | Tervarit          |
| 2  | HV | Harri Haapaniemi | 1 tháng 4, 1981 (20 tuổi)   |         | Atlantis          |
| 3  | HV | Ossi Martikainen | 25 tháng 11, 1982 (18 tuổi) |         | HJK Helsinki      |
| 4  | HV | Tuomas Aho       | 27 tháng 5, 1981 (20 tuổi)  |         | MyPa              |
| 5  | HV | Marco Parnela    | 5 tháng 1, 1981 (20 tuổi)   |         | Thun              |
| 6  | TV | Mika Niskala     | 28 tháng 3, 1981 (20 tuổi)  |         | Norrköping        |
| 7  | TV | Hannu Haarala    | 15 tháng 8, 1981 (19 tuổi)  |         | HJK Helsinki      |
| 8  | TV | Antti Okkonen    | 6 tháng 6, 1982 (19 tuổi)   |         | MyPa              |
| 9  | TĐ | Mika Väyrynen    | 28 tháng 12, 1981 (19 tuổi) |         | FC Jokerit        |
| 10 | TĐ | Mikael Forssell  | 15 tháng 3, 1981 (20 tuổi)  |         | Chelsea           |
| 11 | TĐ | Daniel Sjölund   | 22 tháng 4, 1983 (18 tuổi)  |         | Liverpool         |
| 12 | TV | Jussi Peteri     | 4 tháng 4, 1982 (19 tuổi)   |         | HJK Helsinki      |
| 13 | HV | Juha Luoma       | 10 tháng 1, 1981 (20 tuổi)  |         | Jazz              |
| 14 | HV | Jukka Sauso      | 20 tháng 6, 1982 (18 tuổi)  |         | Vaasan Palloseura |
| 15 | TV | Teemu Lampinen   | 23 tháng 1, 1981 (20 tuổi)  |         | Lahti             |
| 16 | TV | Kristian Kunnas  | 11 tháng 1, 1981 (20 tuổi)  |         | HJK Helsinki      |
| 17 | TĐ | Matti Santahuhta | 13 tháng 8, 1981 (19 tuổi)  |         | Jazz              |
| 18 | TM | Tatu Niskanen    | 16 tháng 1, 1981 (20 tuổi)  |         | KuPS              |

### Jamaica
Huấn luyện viên:  Wendell Downswell
| Số | Vt | Cầu thủ              | Ngày sinh (tuổi)           | Số trận | Câu lạc bộ          |
| -- | -- | -------------------- | -------------------------- | ------- | ------------------- |
| 1  | TM | Allien Whittaker     | 19 tháng 6, 1983 (17 tuổi) |         | Hazard              |
| 2  | HV | Sheldon Battiste     | 27 tháng 7, 1983 (17 tuổi) |         | Hazard              |
| 3  | HV | Shavar Thomas        | 29 tháng 1, 1981 (20 tuổi) |         | Hazard              |
| 4  | TV | Fabian Blake         | 16 tháng 1, 1982 (19 tuổi) |         | Reno                |
| 5  | HV | Shane Stevens        | 10 tháng 3, 1982 (19 tuổi) |         | Arnett Gardens      |
| 6  | HV | Alex Thomas          | 12 tháng 1, 1983 (18 tuổi) |         | Loomis Chaffee      |
| 7  | TV | Sean Fraser          | 15 tháng 2, 1983 (18 tuổi) |         | Harbour View        |
| 8  | TV | Keith Kelly          | 5 tháng 3, 1983 (18 tuổi)  |         | Paris Saint-Germain |
| 9  | TV | Omar Daley           | 25 tháng 4, 1981 (20 tuổi) |         | Hazard              |
| 10 | TV | Fabian Dawkins       | 7 tháng 2, 1981 (20 tuổi)  |         | Village United      |
| 11 | TĐ | Christopher Nicholas | 16 tháng 1, 1981 (20 tuổi) |         | Tivoli Gardens      |
| 12 | TĐ | Craig Gordon         | 12 tháng 2, 1983 (18 tuổi) |         | Reno                |
| 13 | TĐ | Adam Wallace         | 22 tháng 9, 1981 (19 tuổi) |         | free agent          |
| 14 | HV | Kevon Harris         | 1 tháng 6, 1981 (20 tuổi)  |         | Santos              |
| 15 | HV | Wolry Wolfe          | 12 tháng 8, 1981 (19 tuổi) |         | Hazard              |
| 16 | TV | Khari Stephenson     | 18 tháng 1, 1981 (20 tuổi) |         | Williams College    |
| 17 | TV | Damion Williams      | 23 tháng 4, 1981 (20 tuổi) |         | Waterhouse          |
| 18 | TM | Allan Reid           | 22 tháng 1, 1981 (20 tuổi) |         | Boys Town           |

## Bảng B

### Brasil
Huấn luyện viên:  Carlos César
| Số | Vt | Cầu thủ            | Ngày sinh (tuổi)            | Số trận | Câu lạc bộ    |
| -- | -- | ------------------ | --------------------------- | ------- | ------------- |
| 1  | TM | Rubinho            | 4 tháng 8, 1982 (18 tuổi)   |         | Corinthians   |
| 2  | HV | Maicon             | 26 tháng 7, 1981 (19 tuổi)  |         | Cruzeiro      |
| 3  | TV | Edu Dracena        | 18 tháng 5, 1981 (20 tuổi)  |         | Guarani       |
| 4  | HV | Marquinhos         | 21 tháng 10, 1982 (18 tuổi) |         | Corinthians   |
| 5  | TV | Eduardo Costa      | 23 tháng 9, 1982 (18 tuổi)  |         | Grêmio        |
| 6  | HV | Anderson           | 10 tháng 1, 1983 (18 tuổi)  |         | Flamengo      |
| 7  | TĐ | Pinga              | 27 tháng 4, 1981 (20 tuổi)  |         | Torino        |
| 8  | TV | Fernando Menegazzo | 3 tháng 5, 1981 (20 tuổi)   |         | Juventude     |
| 9  | TĐ | Adriano            | 17 tháng 2, 1982 (19 tuổi)  |         | Flamengo      |
| 10 | TV | Júlio Baptista     | 1 tháng 10, 1981 (19 tuổi)  |         | São Paulo     |
| 11 | TĐ | Robert             | 7 tháng 2, 1981 (20 tuổi)   |         | Botafogo      |
| 12 | TV | Léo Lima           | 14 tháng 1, 1982 (19 tuổi)  |         | Vasco da Gama |
| 13 | HV | Ângelo             | 12 tháng 6, 1981 (20 tuổi)  |         | Corinthians   |
| 14 | HV | Luisão             | 13 tháng 2, 1981 (20 tuổi)  |         | Cruzeiro      |
| 15 | HV | Júlio Santos       | 12 tháng 12, 1981 (19 tuổi) |         | São Paulo     |
| 16 | TĐ | Thiago Oliveira    | 26 tháng 5, 1981 (20 tuổi)  |         | São Paulo     |
| 17 | TV | Kaká               | 22 tháng 4, 1982 (19 tuổi)  |         | São Paulo     |
| 18 | TM | Márcio             | 20 tháng 12, 1981 (19 tuổi) |         | São Paulo     |

### Canada
Huấn luyện viên:   Paul James

| Số | VT | Cầu thủ            | Ngày sinh (tuổi)            | Trận | Bàn | Câu lạc bộ                  |
| -- | -- | ------------------ | --------------------------- | ---- | --- | --------------------------- |
| 1  | TM | Pieter Meuleman    | 4 tháng 2, 1981 (20 tuổi)   | 5    | 0   | Wilfred Laurier University  |
| 2  | HV | Bernard Ouassa     | 6 tháng 4, 1982 (19 tuổi)   | 4    | 0   | St. John's University       |
| 3  | TV | Terry Dunfield     | 20 tháng 2, 1982 (19 tuổi)  | 2    | 0   | Manchester City             |
| 4  | HV | Victor Oppong      | 9 tháng 4, 1981 (20 tuổi)   | 13   | 0   | University of Mobile        |
| 5  | TV | Miles O'Connor     | 20 tháng 4, 1982 (19 tuổi)  | 9    | 0   | Unattached                  |
| 6  | TV | Mike Klukowski     | 27 tháng 5, 1981 (20 tuổi)  | 5    | 0   | Lille                       |
| 7  | TV | Tam Nsaliwa        | 28 tháng 1, 1982 (19 tuổi)  | 7    | 0   | 1. FC Nürnberg              |
| 8  | TV | Maycoll Canizalez  | 28 tháng 12, 1982 (18 tuổi) | 13   | 0   | Werder Bremen               |
| 9  | TĐ | Wyn Belotte        | 6 tháng 5, 1984 (17 tuổi)   | 0    | 0   | Nantes                      |
| 10 | TĐ | Julian de Guzman   | 25 tháng 3, 1981 (20 tuổi)  | 7    | 5   | 1. FC Saarbrücken           |
| 11 | TV | Gaspare Borsellino | 5 tháng 6, 1981 (20 tuổi)   | 9    | 1   | University of Mobile        |
| 12 | TĐ | Justin Thompson    | 9 tháng 1, 1981 (20 tuổi)   | 9    | 0   | Fairfield University        |
| 13 | HV | Chris Pozniak      | 10 tháng 1, 1981 (20 tuổi)  | 13   | 0   | Toronto Lynx                |
| 14 | TV | Chris Williams     | 1 tháng 6, 1981 (20 tuổi)   | 10   | 0   | University of Mobile        |
| 15 | TV | Atiba Hutchinson   | 8 tháng 2, 1983 (18 tuổi)   | 5    | 0   | Woodbridge College          |
| 16 | TĐ | Rob Friend         | 23 tháng 1, 1981 (20 tuổi)  | 6    | 0   | Western Michigan University |
| 17 | TV | Iain Hume          | 30 tháng 10, 1983 (17 tuổi) | 10   | 3   | Tranmere Rovers             |
| 18 | TM | Wojtek Zarzycki    | 21 tháng 6, 1982 (18 tuổi)  | 4    | 0   | Dartmouth College           |

- Stand-by players

| Số | VT | Cầu thủ        | Ngày sinh (tuổi)           | Trận | Bàn | Câu lạc bộ |
| -- | -- | -------------- | -------------------------- | ---- | --- | ---------- |
|    | HV | Josh Simpson   | 15 tháng 5, 1983 (18 tuổi) | 0    | 0   |            |
|    | TĐ | Ali Ngon Gerba |                            | 6    | 0   |            |

### Đức
Huấn luyện viên:  Uli Stielike
| Số | Vt | Cầu thủ               | Ngày sinh (tuổi)           | Số trận | Câu lạc bộ               |
| -- | -- | --------------------- | -------------------------- | ------- | ------------------------ |
| 1  | TM | Tom Starke            | 18 tháng 3, 1981 (20 tuổi) |         | Bayer Leverkusen         |
| 2  | HV | Christoph Preuss      | 4 tháng 7, 1981 (19 tuổi)  |         | Eintracht Frankfurt      |
| 3  | HV | Christian Fickert     | 10 tháng 2, 1981 (20 tuổi) |         | Waldhof Mannheim         |
| 4  | HV | Denis Lapaczinski     | 26 tháng 9, 1981 (19 tuổi) |         | Hertha BSC               |
| 5  | HV | Michael Zepek         | 19 tháng 1, 1981 (20 tuổi) |         | Bayer Leverkusen         |
| 6  | TV | Giuseppe Gemiti       | 3 tháng 5, 1981 (20 tuổi)  |         | Eintracht Frankfurt      |
| 7  | TĐ | Huzeyfe Dogan         | 1 tháng 1, 1981 (20 tuổi)  |         | Bayer Leverkusen         |
| 8  | TV | Hanno Balitsch        | 2 tháng 1, 1981 (20 tuổi)  |         | 1. FC Köln               |
| 9  | TĐ | Benjamin Auer         | 11 tháng 1, 1981 (20 tuổi) |         | Borussia Mönchengladbach |
| 10 | TV | Selim Teber           | 7 tháng 3, 1981 (20 tuổi)  |         | Waldhof Mannheim         |
| 11 | TĐ | Thorsten Burkhardt    | 21 tháng 5, 1981 (20 tuổi) |         | Bayer Leverkusen         |
| 12 | TV | Christian Mikolajczak | 15 tháng 5, 1981 (20 tuổi) |         | Schalke 04               |
| 13 | TĐ | Jermaine Jones        | 3 tháng 11, 1981 (19 tuổi) |         | Eintracht Frankfurt      |
| 14 | TĐ | Christian Tiffert     | 18 tháng 2, 1982 (19 tuổi) |         | VfB Stuttgart            |
| 15 | HV | Stephan Kling         | 22 tháng 3, 1981 (20 tuổi) |         | Bayern Munich            |
| 16 | HV | Andreas Hinkel        | 26 tháng 3, 1982 (19 tuổi) |         | VfB Stuttgart            |
| 17 | TĐ | Lars Jungnickel       | 31 tháng 8, 1981 (19 tuổi) |         | Energie Cottbus          |
| 18 | TM | Jan Schlösser         | 27 tháng 9, 1982 (18 tuổi) |         | Bayern Munich            |

### Iraq
Huấn luyện viên:  Adnan Hamad
| Số | Vt | Cầu thủ               | Ngày sinh (tuổi)            | Số trận | Câu lạc bộ        |
| -- | -- | --------------------- | --------------------------- | ------- | ----------------- |
| 1  | TM | Ahmed Ali             | 2 tháng 8, 1982 (18 tuổi)   |         | Al Zawraa         |
| 2  | HV | Jassim Ghulam         | 11 tháng 3, 1981 (20 tuổi)  |         | Al-Jaish          |
| 3  | HV | Bassim Abbas          | 17 tháng 8, 1981 (19 tuổi)  |         | Al-Talaba         |
| 4  | HV | Haidar Abdul-Amir     | 2 tháng 11, 1982 (18 tuổi)  |         | Al Zawraa         |
| 5  | HV | Ibrahim Munaim        | 2 tháng 10, 1981 (19 tuổi)  |         | Al-Shorta         |
| 6  | TV | Sameeh Amir           | 20 tháng 7, 1981 (19 tuổi)  |         | Al-Quwa Al-Jawiya |
| 7  | TĐ | Emad Mohammed         | 24 tháng 7, 1982 (18 tuổi)  |         | Al Zawraa         |
| 8  | TV | Nashat Akram          | 12 tháng 9, 1984 (16 tuổi)  |         | Al-Shorta         |
| 9  | TĐ | Ahmad Mnajed          | 13 tháng 12, 1981 (19 tuổi) |         | Al-Shorta         |
| 10 | TĐ | Ammar Ahmad           | 2 tháng 7, 1981 (19 tuổi)   |         | Al Zawraa         |
| 11 | TV | Hawar Mulla Mohammed  | 1 tháng 6, 1981 (20 tuổi)   |         | Al-Quwa Al-Jawiya |
| 12 | HV | Haidar Abdul-Razzaq   | 23 tháng 10, 1982 (18 tuổi) |         | Al Zawraa         |
| 13 | TĐ | Alaa Jabbar           | 1 tháng 1, 1983 (18 tuổi)   |         | Al Zawraa         |
| 14 | HV | Emad Aoda             | 15 tháng 11, 1981 (19 tuổi) |         | Al Minaa          |
| 15 | TV | Hassan Turki          | 1 tháng 7, 1981 (19 tuổi)   |         | Al Zawraa         |
| 16 | TV | Mohannad Nassir       | 4 tháng 4, 1983 (18 tuổi)   |         | Al Zawraa         |
| 17 | HV | Salah Al-Deen Siamand | 3 tháng 7, 1981 (19 tuổi)   |         | Arbil             |
| 18 | TM | Noor Sabri            | 18 tháng 6, 1984 (16 tuổi)  |         | Al Zawraa         |
| 19 | TV | Arkan Najeeb          | 2 tháng 7, 1982 (18 tuổi)   |         | Al Zawraa         |

## Bảng C

### Chile
Huấn luyện viên:  Héctor Pinto
| Số | Vt | Cầu thủ          | Ngày sinh (tuổi)           | Số trận | Câu lạc bộ                |
| -- | -- | ---------------- | -------------------------- | ------- | ------------------------- |
| 1  | TM | Johnny Herrera   | 9 tháng 5, 1981 (20 tuổi)  |         | Universidad de Chile      |
| 2  | HV | Sergio Fernández | 14 tháng 6, 1981 (20 tuổi) |         | Colo-Colo                 |
| 3  | HV | Daniel Campos    | 17 tháng 7, 1981 (19 tuổi) |         | Universidad de Concepción |
| 4  | HV | Hugo Droguett    | 2 tháng 9, 1982 (18 tuổi)  |         | Universidad Católica      |
| 5  | HV | Luis Oyarzún     | 24 tháng 4, 1982 (19 tuổi) |         | Palestino                 |
| 6  | HV | Nelson Pinto     | 1 tháng 2, 1981 (20 tuổi)  |         | Universidad de Chile      |
| 7  | TV | Gonzalo Villagra | 17 tháng 9, 1981 (19 tuổi) |         | Universidad Católica      |
| 8  | TV | Sebastián Pardo  | 1 tháng 1, 1982 (19 tuổi)  |         | Universidad de Chile      |
| 9  | TĐ | Mario Cáceres    | 17 tháng 3, 1981 (20 tuổi) |         | Sporting CP               |
| 10 | TV | Jaime Valdés     | 11 tháng 1, 1981 (20 tuổi) |         | Bari                      |
| 11 | TĐ | Mario Salgado    | 3 tháng 6, 1981 (20 tuổi)  |         | Huachipato                |
| 12 | HV | Gino Reyes       | 23 tháng 2, 1981 (20 tuổi) |         | Colo-Colo                 |
| 13 | TĐ | Joel Soto        | 9 tháng 4, 1982 (19 tuổi)  |         | Santiago Wanderers        |
| 14 | HV | Adán Vergara     | 9 tháng 5, 1981 (20 tuổi)  |         | Cobreloa                  |
| 15 | HV | Mario Berrios    | 20 tháng 8, 1981 (19 tuổi) |         | Palestino                 |
| 16 | TV | Roberto Ordenes  | 5 tháng 1, 1981 (20 tuổi)  |         | Unión Española            |
| 17 | TV | Rodrigo Millar   | 3 tháng 11, 1981 (19 tuổi) |         | Huachipato                |
| 18 | TM | Eduardo Lobos    | 30 tháng 7, 1981 (19 tuổi) |         | Colo-Colo                 |

### Trung Quốc
Huấn luyện viên:  Shen Xiangfu (沈祥福)
| Số | Vt | Cầu thủ        | Ngày sinh (tuổi)            | Số trận | Câu lạc bộ        |
| -- | -- | -------------- | --------------------------- | ------- | ----------------- |
| 1  | TM | An Qi 安琦     | 21 tháng 6, 1981 (19 tuổi)  |         | Dalian Shide      |
| 2  | TV | Ma Yi          | 27 tháng 2, 1982 (19 tuổi)  |         | Shenyang Haishi   |
| 3  | HV | Du Wei 杜威    | 9 tháng 2, 1982 (19 tuổi)   |         | Shanghai Cable 02 |
| 4  | TV | Zhou Lin       | 4 tháng 2, 1981 (20 tuổi)   |         | Chongqing Lifan   |
| 5  | HV | Wang Sheng     | 1 tháng 5, 1981 (20 tuổi)   |         | Dalian Shide      |
| 6  | TV | Hu Zhaojun     | 1 tháng 3, 1981 (20 tuổi)   |         | Dalian Shide      |
| 7  | TV | Sun Ji 孫吉    | 15 tháng 1, 1982 (19 tuổi)  |         | Shanghai Cable 02 |
| 8  | TĐ | Gao Ming       | 19 tháng 2, 1982 (19 tuổi)  |         | Qingdao Hainiu    |
| 9  | TĐ | Sui Yong       | 27 tháng 1, 1981 (20 tuổi)  |         | Qingdao Hainiu    |
| 10 | TV | Yan Song       | 20 tháng 3, 1981 (20 tuổi)  |         | Dalian Shide      |
| 11 | HV | Sun Xiang 孫祥 | 15 tháng 1, 1982 (19 tuổi)  |         | Shanghai Cable 02 |
| 12 | TV | Lu Feng        | 12 tháng 11, 1981 (19 tuổi) |         | Henan Jianye      |
| 13 | TV | Wang Xinxin    | 27 tháng 4, 1981 (20 tuổi)  |         | Liaoning          |
| 14 | HV | Xu Liang       | 12 tháng 8, 1981 (19 tuổi)  |         | Liaoning          |
| 15 | HV | Zhang Yaokun   | 7 tháng 4, 1981 (20 tuổi)   |         | Dalian Shide      |
| 16 | TĐ | Qu Bo 曲波     | 15 tháng 7, 1981 (19 tuổi)  |         | Qingdao Hainiu    |
| 17 | TĐ | Yu Tao         | 15 tháng 10, 1981 (19 tuổi) |         | Shanghai Cable 02 |
| 18 | TM | Yang Jun       | 10 tháng 6, 1981 (20 tuổi)  |         | Qingdao Hainiu    |

### Hoa Kỳ
Huấn luyện viên:  Wolfgang Suhnholz
| Số | Vt | Cầu thủ            | Ngày sinh (tuổi)            | Số trận | Câu lạc bộ             |
| -- | -- | ------------------ | --------------------------- | ------- | ---------------------- |
| 1  | TM | D. J. Countess     | 9 tháng 1, 1982 (19 tuổi)   |         | UCLA                   |
| 2  | HV | Philip Salyer      | 30 tháng 10, 1981 (19 tuổi) |         | University of Maryland |
| 3  | HV | Oguchi Onyewu      | 13 tháng 5, 1982 (19 tuổi)  |         | Clemson University     |
| 4  | HV | Nelson Akwari      | 4 tháng 2, 1982 (19 tuổi)   |         | UCLA                   |
| 5  | HV | Alex Yi            | 27 tháng 2, 1982 (19 tuổi)  |         | UCLA                   |
| 6  | HV | Kelly Gray         | 7 tháng 4, 1981 (20 tuổi)   |         | University of Portland |
| 7  | TV | DaMarcus Beasley   | 24 tháng 5, 1982 (19 tuổi)  |         | Chicago Fire           |
| 8  | TĐ | Alecko Eskandarian | 9 tháng 7, 1982 (18 tuổi)   |         | University of Virginia |
| 9  | TĐ | Brad Davis         | 8 tháng 11, 1981 (19 tuổi)  |         | St. Louis University   |
| 10 | TĐ | Landon Donovan     | 4 tháng 3, 1982 (19 tuổi)   |         | San Jose Earthquakes   |
| 11 | TV | Bobby Convey       | 27 tháng 5, 1983 (18 tuổi)  |         | D.C. United            |
| 12 | HV | Ricky Lewis        | 29 tháng 5, 1982 (19 tuổi)  |         | Clemson University     |
| 13 | TV | Kyle Martino       | 19 tháng 2, 1981 (20 tuổi)  |         | University of Virginia |
| 14 | HV | Kenny Arena        | 6 tháng 2, 1981 (20 tuổi)   |         | University of Virginia |
| 15 | TV | Brian Carroll      | 20 tháng 7, 1981 (19 tuổi)  |         | Wake Forest University |
| 16 | TĐ | Conor Casey        | 25 tháng 7, 1981 (19 tuổi)  |         | Borussia Dortmund      |
| 17 | TĐ | Edson Buddle       | 21 tháng 5, 1981 (20 tuổi)  |         | Columbus Crew          |
| 18 | TM | Doug Warren        | 18 tháng 3, 1981 (20 tuổi)  |         | Clemson University     |

### Ukraina
Huấn luyện viên:  Anatoli Kroschenko
| Số | Vt | Cầu thủ              | Ngày sinh (tuổi)            | Số trận | Câu lạc bộ            |
| -- | -- | -------------------- | --------------------------- | ------- | --------------------- |
| 1  | TM | Artem Kusliy         | 7 tháng 7, 1981 (19 tuổi)   |         | Dnipro Dnipropetrovsk |
| 2  | HV | Roman Pasichnychenko | 17 tháng 6, 1981 (20 tuổi)  |         | Dnipro Dnipropetrovsk |
| 3  | HV | Bohdan Shershun      | 14 tháng 5, 1981 (20 tuổi)  |         | Dnipro Dnipropetrovsk |
| 4  | TV | Serhiy Symonenko     | 12 tháng 6, 1981 (20 tuổi)  |         | Torpedo Moscow        |
| 5  | HV | Vitaliy Komarnytskyi | 2 tháng 8, 1981 (19 tuổi)   |         | Ironi Rishon leZion   |
| 6  | TV | Denys Stoyan         | 24 tháng 8, 1981 (19 tuổi)  |         | Borysfen Boryspil     |
| 7  | TV | Volodymyr Bondarenko | 6 tháng 7, 1981 (19 tuổi)   |         | CSCA Kyiv             |
| 8  | TV | Andriy Smalko        | 22 tháng 1, 1981 (20 tuổi)  |         | Borysfen Boryspil     |
| 9  | TĐ | Oleksiy Byelik       | 13 tháng 2, 1981 (20 tuổi)  |         | Shakhtar Donetsk      |
| 10 | TĐ | Ruslan Valeyev       | 31 tháng 10, 1981 (19 tuổi) |         | De Graafschap         |
| 11 | TĐ | Andriy Herasymenko   | 8 tháng 1, 1981 (20 tuổi)   |         | Dynamo Kyiv           |
| 12 | TĐ | Taras Kabanov        | 23 tháng 1, 1981 (20 tuổi)  |         | Karpaty Lviv          |
| 13 | HV | Fedir Prokhorov      | 24 tháng 4, 1981 (20 tuổi)  |         | Dnipro Dnipropetrovsk |
| 14 | HV | Sergiy Khistyev      | 30 tháng 6, 1981 (19 tuổi)  |         | Stal Alchevsk         |
| 15 | TV | Serhiy Danylovskyi   | 20 tháng 8, 1981 (19 tuổi)  |         | Karpaty Lviv          |
| 16 | TV | Mykola Nakonechnyi   | 10 tháng 9, 1981 (19 tuổi)  |         | Borysfen Boryspil     |
| 17 | TV | Oleksiy Gai          | 6 tháng 11, 1982 (18 tuổi)  |         | Shakhtar Donetsk      |
| 18 | TM | Vitaliy Rudenko      | 26 tháng 10, 1981 (19 tuổi) |         | Chornomorets Odesa    |

## Bảng D

### Angola
Huấn luyện viên:  Oliveira Gonçalves
| Số | Vt | Cầu thủ          | Ngày sinh (tuổi)            | Số trận | Câu lạc bộ           |
| -- | -- | ---------------- | --------------------------- | ------- | -------------------- |
| 1  | TM | Lamá             | 1 tháng 2, 1981 (20 tuổi)   |         | Petro de Luanda      |
| 2  | HV | Manuel           | 16 tháng 12, 1982 (18 tuổi) |         | Cabinda              |
| 3  | TV | Nelsinho         | 10 tháng 12, 1981 (19 tuổi) |         | Interclube           |
| 4  | HV | Kikas            | 14 tháng 3, 1981 (20 tuổi)  |         | Interclube           |
| 5  | HV | Lutucuta         | 17 tháng 5, 1982 (19 tuổi)  |         | Bravos do Maquis     |
| 6  | HV | Dedas            | 13 tháng 2, 1982 (19 tuổi)  |         | Primeiro de Agosto   |
| 7  | TV | Chinho           | 4 tháng 2, 1982 (19 tuổi)   |         | Petro de Luanda      |
| 8  | TĐ | Riquinho         | 10 tháng 8, 1981 (19 tuổi)  |         | Petro de Luanda      |
| 9  | TĐ | Rasca            | 10 tháng 7, 1982 (18 tuổi)  |         | Académica de Coimbra |
| 10 | TĐ | Mantorras        | 18 tháng 3, 1982 (19 tuổi)  |         | Alverca              |
| 11 | TĐ | Gilberto         | 21 tháng 9, 1982 (18 tuổi)  |         | Petro de Luanda      |
| 12 | TV | Castigo          | 24 tháng 2, 1983 (18 tuổi)  |         | Boavista             |
| 13 | HV | Vemba            | 6 tháng 12, 1982 (18 tuổi)  |         | Primeiro de Agosto   |
| 14 | TĐ | António Mendonça | 9 tháng 10, 1982 (18 tuổi)  |         | Varzim               |
| 15 | TĐ | Loló             | 13 tháng 12, 1981 (19 tuổi) |         | Primeiro de Agosto   |
| 16 | TV | Mateus           | 10 tháng 3, 1981 (20 tuổi)  |         | Sporting CP          |
| 17 | TĐ | Fofaná           | 5 tháng 5, 1982 (19 tuổi)   |         | Benfica de Luanda    |
| 18 | TM | Capoco           | 3 tháng 4, 1982 (19 tuổi)   |         | Petro do Huambo      |

### Úc
Huấn luyện viên:  Ange Postecoglou
| Số | Vt | Cầu thủ                  | Ngày sinh (tuổi)            | Số trận | Câu lạc bộ          |
| -- | -- | ------------------------ | --------------------------- | ------- | ------------------- |
| 1  | TM | Michael Turnbull         | 24 tháng 3, 1981 (20 tuổi)  |         | Marconi Stallions   |
| 2  | HV | Mark Byrnes              | 8 tháng 2, 1982 (19 tuổi)   |         | Parramatta Power    |
| 3  | HV | Adrian Madaschi          | 11 tháng 7, 1982 (18 tuổi)  |         | Atalanta            |
| 4  | HV | Ljubo Milicevic          | 13 tháng 2, 1981 (20 tuổi)  |         | Perth Glory         |
| 5  | HV | Patrick Kisnorbo         | 24 tháng 3, 1981 (20 tuổi)  |         | South Melbourne     |
| 6  | TV | Wayne Srhoj              | 23 tháng 3, 1982 (19 tuổi)  |         | Brisbane Strikers   |
| 7  | TV | Ahmad Elrich             | 30 tháng 5, 1981 (20 tuổi)  |         | Parramatta Power    |
| 8  | TĐ | Greg Owens               | 27 tháng 1, 1981 (20 tuổi)  |         | Sydney Olympic      |
| 9  | TĐ | Joshua Kennedy           | 20 tháng 8, 1982 (18 tuổi)  |         | VfL Wolfsburg       |
| 10 | TĐ | Nick Carle               | 23 tháng 11, 1981 (19 tuổi) |         | Sydney Olympic      |
| 11 | TĐ | Scott McDonald           | 21 tháng 8, 1983 (17 tuổi)  |         | Southampton         |
| 12 | TV | Lucas Pantelis           | 12 tháng 3, 1982 (19 tuổi)  |         | Adelaide City Force |
| 13 | HV | Gareth Edds              | 3 tháng 2, 1981 (20 tuổi)   |         | Nottingham Forest   |
| 14 | TV | Louis Brain              | 9 tháng 5, 1982 (19 tuổi)   |         | Adelaide City Force |
| 15 | TV | Luke Wilkshire           | 2 tháng 10, 1981 (19 tuổi)  |         | Middlesbrough       |
| 16 | TV | Daniel Vasilevski        | 4 tháng 9, 1981 (19 tuổi)   |         | Melbourne Knights   |
| 17 | TĐ | Kevork Gulesserian       | 21 tháng 9, 1981 (19 tuổi)  |         | Marconi Stallions   |
| 18 | TM | Jess Kedwell-Vanstrattan | 19 tháng 7, 1982 (18 tuổi)  |         | Hellas Verona       |
| 20 | HV | Jonathan McKain          | 21 tháng 9, 1982 (18 tuổi)  |         | Brisbane Strikers   |

### Cộng hòa Séc
Huấn luyện viên:  Dušan Fitzel
| Số | Vt | Cầu thủ            | Ngày sinh (tuổi)            | Số trận | Câu lạc bộ        |
| -- | -- | ------------------ | --------------------------- | ------- | ----------------- |
| 1  | TM | Patrik Kolář       | 30 tháng 10, 1981 (19 tuổi) |         | Sparta Prague     |
| 2  | HV | Tomáš Hübschman    | 4 tháng 9, 1981 (19 tuổi)   |         | Sparta Prague     |
| 3  | HV | Patrik Křap        | 13 tháng 3, 1981 (20 tuổi)  |         | Brno              |
| 4  | TĐ | Tomáš Pešír        | 30 tháng 5, 1981 (20 tuổi)  |         | Slavia Prague     |
| 5  | TV | Petr Silný         | 7 tháng 4, 1981 (20 tuổi)   |         | Slovan Liberec    |
| 6  | HV | Martin Leština     | 25 tháng 4, 1981 (20 tuổi)  |         | Dynamo Budějovice |
| 7  | HV | Vlastimil Vidlička | 2 tháng 7, 1981 (19 tuổi)   |         | Slovan Liberec    |
| 8  | TV | Radek Šírl         | 20 tháng 3, 1981 (20 tuổi)  |         | Bohemians Prague  |
| 9  | TV | Michal Macek       | 19 tháng 1, 1981 (20 tuổi)  |         | Marila Příbram    |
| 10 | TĐ | Jaroslav Šedivec   | 16 tháng 2, 1981 (20 tuổi)  |         | Viktoria Plzeň    |
| 11 | HV | Tomáš Glos         | 19 tháng 6, 1981 (19 tuổi)  |         | Sigma Olomouc     |
| 12 | TV | David Lafata       | 18 tháng 9, 1981 (19 tuổi)  |         | Dynamo Budějovice |
| 13 | TV | Martin Živný       | 20 tháng 3, 1981 (20 tuổi)  |         | Brno              |
| 14 | TV | Jan Polák          | 14 tháng 3, 1981 (20 tuổi)  |         | Brno              |
| 15 | TĐ | Petr Musil         | 23 tháng 9, 1981 (19 tuổi)  |         | Brno              |
| 16 | TĐ | Tomáš Jun          | 17 tháng 1, 1983 (18 tuổi)  |         | Sparta Prague     |
| 17 | HV | Pavel Besta        | 2 tháng 9, 1982 (18 tuổi)   |         | Baník Ostrava     |
| 18 | TM | Petr Čech          | 20 tháng 5, 1982 (19 tuổi)  |         | Sparta Prague     |

### Nhật Bản
Huấn luyện viên:  Akihiro Nishimura
| Số | Vt | Cầu thủ           | Ngày sinh (tuổi)            | Số trận | Câu lạc bộ          |
| -- | -- | ----------------- | --------------------------- | ------- | ------------------- |
| 1  | TM | Yosuke Fujigaya   | 13 tháng 2, 1981 (20 tuổi)  |         | Consadole Sapporo   |
| 2  | HV | Shohei Ikeda      | 27 tháng 4, 1981 (20 tuổi)  |         | Shimizu S-Pulse     |
| 3  | HV | Sota Nakazawa     | 26 tháng 10, 1982 (18 tuổi) |         | Kashiwa Reysol      |
| 4  | HV | Teruyuki Moniwa   | 8 tháng 9, 1981 (19 tuổi)   |         | Shonan Bellmare     |
| 5  | HV | Kenji Haneda      | 1 tháng 12, 1981 (19 tuổi)  |         | Kashima Antlers     |
| 6  | HV | Yūichi Komano     | 25 tháng 7, 1981 (19 tuổi)  |         | Sanfrecce Hiroshima |
| 7  | TV | Takeshi Aoki      | 28 tháng 9, 1982 (18 tuổi)  |         | Kashima Antlers     |
| 8  | TV | Kazuyuki Morisaki | 9 tháng 5, 1981 (20 tuổi)   |         | Sanfrecce Hiroshima |
| 9  | TĐ | Yutaka Tahara     | 27 tháng 4, 1982 (19 tuổi)  |         | Yokohama F. Marinos |
| 10 | TV | Naohiro Ishikawa  | 12 tháng 5, 1981 (20 tuổi)  |         | Yokohama F. Marinos |
| 11 | TĐ | Hisato Sato       | 12 tháng 3, 1982 (19 tuổi)  |         | JEF United Ichihara |
| 12 | TV | Shunta Nagai      | 12 tháng 7, 1982 (18 tuổi)  |         | Kashiwa Reysol      |
| 13 | TV | Koji Yamase       | 22 tháng 9, 1981 (19 tuổi)  |         | Consadole Sapporo   |
| 14 | TĐ | Ryoichi Maeda     | 9 tháng 10, 1981 (19 tuổi)  |         | Júbilo Iwata        |
| 15 | TĐ | Kazuki Hiramoto   | 18 tháng 8, 1981 (19 tuổi)  |         | Tokyo Verdy 1969    |
| 16 | TV | Koji Morisaki     | 9 tháng 5, 1981 (20 tuổi)   |         | Sanfrecce Hiroshima |
| 17 | TĐ | Kazunori Iio      | 23 tháng 2, 1982 (19 tuổi)  |         | Tokyo Verdy 1969    |
| 18 | TM | Takaya Kurokawa   | 7 tháng 4, 1981 (20 tuổi)   |         | Shimizu S-Pulse     |
| 19 | HV | Daisuke Nasu      | 10 tháng 10, 1981 (19 tuổi) |         | Yokohama F. Marinos |

## Bảng E

### Costa Rica
Huấn luyện viên:  Carlos Watson
| Số | Vt | Cầu thủ           | Ngày sinh (tuổi)            | Số trận | Câu lạc bộ  |
| -- | -- | ----------------- | --------------------------- | ------- | ----------- |
| 1  | TM | Neighel Drummond  | 2 tháng 2, 1982 (19 tuổi)   |         | Alajuelense |
| 2  | HV | Michael Rodríguez | 30 tháng 12, 1981 (19 tuổi) |         | Alajuelense |
| 3  | HV | Pablo Salazar     | 21 tháng 11, 1982 (18 tuổi) |         | Alajuelense |
| 4  | TV | Christian Montero | 24 tháng 6, 1982 (18 tuổi)  |         | Alajuelense |
| 5  | HV | Roy Myrie         | 21 tháng 8, 1982 (18 tuổi)  |         | Alajuelense |
| 6  | HV | Johel Fajardo     | 25 tháng 1, 1981 (20 tuổi)  |         | Guanacaste  |
| 7  | TĐ | Eric Scott        | 29 tháng 5, 1981 (20 tuổi)  |         | Alajuelense |
| 8  | TV | José Luis López   | 31 tháng 3, 1981 (20 tuổi)  |         | Heredia     |
| 9  | TĐ | Derman Moss       | 9 tháng 4, 1983 (18 tuổi)   |         | Limonense   |
| 10 | TĐ | Warren Granados   | 6 tháng 12, 1981 (19 tuổi)  |         | Ramonense   |
| 11 | TĐ | Winston Parks     | 12 tháng 10, 1981 (19 tuổi) |         | Limonense   |
| 12 | HV | Harold Apu        | 30 tháng 1, 1981 (20 tuổi)  |         | Liberia     |
| 13 | TV | Jonathan Orozco   | 12 tháng 3, 1981 (20 tuổi)  |         | Saprissa    |
| 14 | TV | Daniel Vallejos   | 27 tháng 5, 1981 (20 tuổi)  |         | Heredia     |
| 15 | HV | Alonso Alfaro     | 16 tháng 3, 1981 (20 tuổi)  |         | Heredia     |
| 16 | TV | Carlos Hernández  | 9 tháng 4, 1982 (19 tuổi)   |         | Alajuelense |
| 17 | HV | Michael Robinson  | 31 tháng 7, 1981 (19 tuổi)  |         | Alajuelense |
| 18 | TM | Daniel Rodríguez  | 3 tháng 4, 1982 (19 tuổi)   |         | Heredia     |
| 20 | TV | Randy Araya       | 4 tháng 5, 1981 (20 tuổi)   |         | Cartagines  |

### Ecuador
Huấn luyện viên:  Fabián Burbano
| Số | Vt | Cầu thủ            | Ngày sinh (tuổi)            | Số trận | Câu lạc bộ           |
| -- | -- | ------------------ | --------------------------- | ------- | -------------------- |
| 1  | TM | Omar Estrada       | 29 tháng 3, 1982 (19 tuổi)  |         | LDU Quito            |
| 2  | HV | William Cuero      | 1 tháng 6, 1981 (20 tuổi)   |         | Barcelona            |
| 3  | HV | Jorge Guagua       | 28 tháng 9, 1981 (19 tuổi)  |         | El Nacional          |
| 4  | HV | Pool Gavilanez     | 3 tháng 8, 1981 (19 tuổi)   |         | Santa Rita           |
| 5  | TV | Cristhian Quiñónez | 12 tháng 9, 1981 (19 tuổi)  |         | Barcelona            |
| 6  | HV | Jorge Vargas       | 30 tháng 1, 1981 (20 tuổi)  |         | LDU Quito            |
| 7  | TV | Pedro Esterilla    | 28 tháng 10, 1984 (16 tuổi) |         | ESPOLI               |
| 8  | TV | Líder Mejía        | 26 tháng 1, 1981 (20 tuổi)  |         | LDU Quito            |
| 9  | TĐ | Estuardo Quiñónez  | 14 tháng 4, 1981 (20 tuổi)  |         | Universidad Católica |
| 10 | TV | Javier Intriago    | 9 tháng 1, 1981 (20 tuổi)   |         | Santa Rita           |
| 11 | TĐ | Franklin Salas     | 30 tháng 8, 1981 (19 tuổi)  |         | LDU Quito            |
| 12 | TĐ | Walter Iza         | 2 tháng 8, 1981 (19 tuổi)   |         | Aucas                |
| 13 | HV | Edwin Pineda       | 28 tháng 8, 1982 (18 tuổi)  |         | LDU Quito            |
| 14 | TV | Segundo Castillo   | 15 tháng 5, 1982 (19 tuổi)  |         | ESPOLI               |
| 15 | TĐ | Roberto Mina       | 7 tháng 11, 1984 (16 tuổi)  |         | Salesiano            |
| 16 | HV | Franklin Corozo    | 15 tháng 2, 1981 (20 tuổi)  |         | Emelec               |
| 17 | TĐ | Félix Borja        | 2 tháng 4, 1983 (18 tuổi)   |         | El Nacional          |
| 18 | TM | Daniel Viteri      | 12 tháng 12, 1981 (19 tuổi) |         | Emelec               |

### Ethiopia
Huấn luyện viên:  Diego Garzitto
| Số | Vt | Cầu thủ             | Ngày sinh (tuổi)            | Số trận | Câu lạc bộ       |
| -- | -- | ------------------- | --------------------------- | ------- | ---------------- |
| 1  | TM | Adugna Deyes        | 13 tháng 7, 1983 (17 tuổi)  |         | EEPCO            |
| 2  | TV | Belay Fekadu        | 10 tháng 9, 1983 (17 tuổi)  |         | Saint-George SA  |
| 3  | HV | Molla Ermias        | 30 tháng 5, 1983 (18 tuổi)  |         | BSPP             |
| 4  | HV | Bekele Zewdu        | 27 tháng 5, 1982 (19 tuổi)  |         | Awassa City      |
| 5  | HV | Gebremichael Yonas  | 7 tháng 8, 1982 (18 tuổi)   |         | EEPCO            |
| 6  | HV | Tesfaye Kefyalew    | 7 tháng 8, 1983 (17 tuổi)   |         | Saint-George SA  |
| 7  | TV | Teshome Getu        | 7 tháng 2, 1983 (18 tuổi)   |         | Banks SC         |
| 8  | TV | Girma Ashenafi      | 28 tháng 7, 1982 (18 tuổi)  |         | Ethiopian Coffee |
| 9  | TĐ | Yordanos Abay       | 28 tháng 3, 1984 (17 tuổi)  |         | EEPCO            |
| 10 | TĐ | Mengistu Getahun    | 19 tháng 9, 1983 (17 tuổi)  |         | Insurance Addis  |
| 11 | TĐ | Seman Hussen        | 18 tháng 7, 1983 (17 tuổi)  |         | Ethiopian Coffee |
| 12 | TV | Abubakar Ismael     | 9 tháng 4, 1983 (18 tuổi)   |         | Saint-George SA  |
| 13 | TV | Muleta Berihanu     | 28 tháng 10, 1982 (18 tuổi) |         | Tsehay Gebat     |
| 14 | TV | Admassu Hailu       | 10 tháng 8, 1985 (15 tuổi)  |         | EEPCO            |
| 15 | HV | Elihu Bekele        | 24 tháng 10, 1982 (18 tuổi) |         | Nyala            |
| 16 | TV | Dawit Mebratu       | 13 tháng 6, 1984 (17 tuổi)  |         | Airlines         |
| 17 | HV | Solomon Andargachew | 28 tháng 10, 1981 (19 tuổi) |         | Ethiopian Coffee |
| 18 | TM | Getachew Solomon    | 15 tháng 1, 1984 (17 tuổi)  |         | Insurance Addis  |

### Hà Lan
Huấn luyện viên:  Louis van Gaal
| Số | Vt | Cầu thủ               | Ngày sinh (tuổi)            | Số trận | Câu lạc bộ       |
| -- | -- | --------------------- | --------------------------- | ------- | ---------------- |
| 1  | TM | Maarten Stekelenburg  | 22 tháng 9, 1982 (18 tuổi)  |         | Ajax             |
| 2  | HV | Jürgen Colin          | 20 tháng 1, 1981 (20 tuổi)  |         | PSV              |
| 3  | TV | René van Dieren       | 12 tháng 3, 1981 (20 tuổi)  |         | Feyenoord        |
| 4  | TV | John Heitinga         | 15 tháng 11, 1983 (17 tuổi) |         | Ajax             |
| 5  | HV | Jeffrey Leiwakabessy  | 23 tháng 2, 1981 (20 tuổi)  |         | NEC              |
| 6  | TV | David Mendes da Silva | 4 tháng 8, 1982 (18 tuổi)   |         | Sparta Rotterdam |
| 7  | TĐ | Riga Mustapha         | 10 tháng 10, 1981 (19 tuổi) |         | Vitesse          |
| 8  | TĐ | Rafael van der Vaart  | 11 tháng 2, 1983 (18 tuổi)  |         | Ajax             |
| 9  | TĐ | Klaas-Jan Huntelaar   | 12 tháng 8, 1983 (17 tuổi)  |         | PSV              |
| 10 | TV | Youssouf Hersi        | 20 tháng 8, 1982 (18 tuổi)  |         | Ajax             |
| 11 | TĐ | Arjen Robben          | 23 tháng 1, 1984 (17 tuổi)  |         | Groningen        |
| 12 | HV | Civard Sprockel       | 10 tháng 5, 1983 (18 tuổi)  |         | Feyenoord        |
| 13 | TV | Saïd Boutahar         | 12 tháng 8, 1982 (18 tuổi)  |         | Feyenoord        |
| 14 | TV | Theo Janssen          | 27 tháng 7, 1981 (19 tuổi)  |         | Vitesse          |
| 15 | TĐ | Thijs Houwing         | 22 tháng 4, 1981 (20 tuổi)  |         | Twente           |
| 16 | TV | Gregoor van Dijk      | 16 tháng 11, 1981 (19 tuổi) |         | Groningen        |
| 17 | TV | Santi Kolk            | 2 tháng 10, 1981 (19 tuổi)  |         | Heerenveen       |
| 18 | TM | Gino Coutinho         | 5 tháng 8, 1982 (18 tuổi)   |         | PSV              |
| 19 | HV | Glenn Loovens         | 22 tháng 9, 1983 (17 tuổi)  |         | Feyenoord        |
| 20 | HV | Alje Schut            | 18 tháng 2, 1981 (20 tuổi)  |         | Utrecht          |

## Bảng F

### Pháp
Huấn luyện viên:  Raymond Domenech
| Số | Vt | Cầu thủ                  | Ngày sinh (tuổi)            | Số trận | Câu lạc bộ          |
| -- | -- | ------------------------ | --------------------------- | ------- | ------------------- |
| 1  | TM | Nicolas Penneteau        | 28 tháng 2, 1981 (20 tuổi)  |         | Bastia              |
| 2  | HV | Matthieu Delpierre       | 26 tháng 4, 1981 (20 tuổi)  |         | Lille               |
| 3  | HV | Grégory Vignal           | 19 tháng 7, 1981 (19 tuổi)  |         | Liverpool           |
| 4  | HV | Gaël Givet               | 9 tháng 10, 1981 (19 tuổi)  |         | Monaco              |
| 5  | HV | Philippe Mexès           | 30 tháng 3, 1982 (19 tuổi)  |         | Auxerre             |
| 6  | TV | Pascal Berenguer         | 20 tháng 5, 1981 (20 tuổi)  |         | Bastia              |
| 7  | TV | Benoît Cheyrou           | 3 tháng 5, 1981 (20 tuổi)   |         | Lille               |
| 8  | TV | Nicolas Fabiano          | 8 tháng 2, 1981 (20 tuổi)   |         | Swansea City        |
| 9  | TV | Alou Diarra              | 15 tháng 7, 1981 (19 tuổi)  |         | Bayern Munich       |
| 10 | TĐ | Mathieu Maton            | 19 tháng 1, 1981 (20 tuổi)  |         | Lille               |
| 11 | TĐ | Hassan Ahamada           | 13 tháng 4, 1981 (20 tuổi)  |         | Nantes              |
| 12 | TĐ | Djibril Cissé            | 12 tháng 8, 1981 (19 tuổi)  |         | Auxerre             |
| 13 | TV | Gaël Danic               | 19 tháng 11, 1981 (19 tuổi) |         | Rennes              |
| 14 | HV | Jonathan Joseph-Augustin | 13 tháng 5, 1981 (20 tuổi)  |         | Guingamp            |
| 15 | HV | Bernard Mendy            | 20 tháng 8, 1981 (19 tuổi)  |         | Paris Saint-Germain |
| 16 | TV | Sébastien Roudet         | 16 tháng 6, 1981 (20 tuổi)  |         | Châteauroux         |
| 17 | TĐ | Hervé Bugnet             | 24 tháng 8, 1981 (19 tuổi)  |         | Bordeaux            |
| 18 | TM | Nicolas Puydebois        | 28 tháng 2, 1981 (20 tuổi)  |         | Lyon                |
| 19 | HV | Jean Felix Dorothee      | 2 tháng 10, 1981 (19 tuổi)  |         | Rennes              |

### Ghana
Huấn luyện viên:  Emmanuel Afranie
| Số | Vt | Cầu thủ             | Ngày sinh (tuổi)            | Số trận | Câu lạc bộ            |
| -- | -- | ------------------- | --------------------------- | ------- | --------------------- |
| 1  | TM | Maxwell Banahene    | 7 tháng 9, 1982 (18 tuổi)   |         | Sekondi Hasaacas      |
| 2  | TV | Sulley Muntari      | 27 tháng 8, 1984 (16 tuổi)  |         | Liberty Professionals |
| 3  | HV | Abass Inusah        | 7 tháng 8, 1982 (18 tuổi)   |         | Real Sportive         |
| 4  | TV | Michael Essien      | 3 tháng 12, 1982 (18 tuổi)  |         | Bastia                |
| 5  | HV | Patrick Villars     | 21 tháng 5, 1984 (17 tuổi)  |         | Ebusua Dwarfs         |
| 6  | HV | Emmanuel Pappoe     | 3 tháng 3, 1981 (20 tuổi)   |         | Liberty Professionals |
| 7  | TĐ | Samuel Thompson     | 17 tháng 1, 1982 (19 tuổi)  |         | Top Allies            |
| 8  | HV | Ibrahim Abdul Razak | 18 tháng 4, 1983 (18 tuổi)  |         | Empoli                |
| 9  | TĐ | Razak Pimpong       | 30 tháng 12, 1982 (18 tuổi) |         | Midtjylland           |
| 10 | TĐ | Derek Boateng       | 2 tháng 5, 1983 (18 tuổi)   |         | Panathinaikos         |
| 11 | TĐ | Frank Osei          | 2 tháng 12, 1982 (18 tuổi)  |         | King Faisal           |
| 12 | HV | Yussif Issah        | 17 tháng 5, 1982 (19 tuổi)  |         | Sekondi Hasaacas      |
| 13 | TV | Anthony Obodai      | 6 tháng 8, 1982 (18 tuổi)   |         | Ajax                  |
| 14 | HV | John Mensah         | 26 tháng 11, 1982 (18 tuổi) |         | Bellinzona            |
| 15 | HV | John Paintsil       | 15 tháng 6, 1981 (20 tuổi)  |         | Berekum Arsenal       |
| 16 | TV | Kwaku Duah          | 28 tháng 2, 1983 (18 tuổi)  |         | Asante Kotoko         |
| 17 | TV | James Owusu-Ansah   | 2 tháng 12, 1981 (19 tuổi)  |         | Cruz Azul             |
| 18 | TM | George Owu          | 7 tháng 6, 1982 (19 tuổi)   |         | Sekondi Hasaacas      |

### Iran
Huấn luyện viên:  Mehdi Monajati
| Số | Vt | Cầu thủ             | Ngày sinh (tuổi)            | Số trận | Câu lạc bộ      |
| -- | -- | ------------------- | --------------------------- | ------- | --------------- |
| 1  | TM | Ershad Yousefi      | 19 tháng 9, 1981 (19 tuổi)  |         | Aboomoslem      |
| 2  | HV | Amir Falahi         | 1 tháng 1, 1983 (18 tuổi)   |         | Paykan Tehran   |
| 3  | HV | Mahmoudreza Ashouri | 6 tháng 3, 1982 (19 tuổi)   |         | Esteghlal Rasht |
| 4  | HV | Saeed Lotfi         | 25 tháng 2, 1981 (20 tuổi)  |         | Paykan Tehran   |
| 5  | HV | Mostafa Salehinejad | 21 tháng 3, 1981 (20 tuổi)  |         | Zob Ahan        |
| 6  | HV | Alireza Monajati    | 22 tháng 6, 1981 (19 tuổi)  |         | Shahin          |
| 7  | TĐ | Alireza Daghaghleh  | 20 tháng 1, 1981 (20 tuổi)  |         | Foolad          |
| 8  | TĐ | Bahram Esmaeili     | 17 tháng 3, 1981 (20 tuổi)  |         | Fajr Sepasi     |
| 9  | TV | Iman Mobali         | 3 tháng 11, 1982 (18 tuổi)  |         | Foolad          |
| 10 | TĐ | Mansour Jamalyan    | 3 tháng 5, 1981 (20 tuổi)   |         | Paykan Tehran   |
| 11 | TĐ | Reza Hadadi         | 3 tháng 3, 1983 (18 tuổi)   |         | Teraktor Sazi   |
| 12 | TV | Mohammad Ostovari   | 7 tháng 10, 1986 (14 tuổi)  |         | Fajr Sepasi     |
| 13 | HV | Samad Zare          | 16 tháng 9, 1981 (19 tuổi)  |         | Zob Ahan        |
| 14 | TV | Morteza Kashi       | 4 tháng 5, 1981 (20 tuổi)   |         | Paykan Tehran   |
| 15 | TV | Mehrzad Madanchi    | 9 tháng 1, 1985 (16 tuổi)   |         | Homa Shiraz     |
| 16 | TV | Mostafa Haghipour   | 21 tháng 5, 1982 (19 tuổi)  |         | Pas             |
| 17 | TV | Javad Kazemian      | 23 tháng 4, 1981 (20 tuổi)  |         | Saipa           |
| 18 | TM | Abbas Ghasemi       | 23 tháng 10, 1982 (18 tuổi) |         | Saipa           |

### Paraguay
Huấn luyện viên:  Cristóbal Wilfrido Maldonado
| Số | Vt | Cầu thủ              | Ngày sinh (tuổi)            | Số trận | Câu lạc bộ             |
| -- | -- | -------------------- | --------------------------- | ------- | ---------------------- |
| 1  | TM | Diego Barreto        | 16 tháng 7, 1981 (19 tuổi)  |         | Cerro Porteño          |
| 2  | HV | David Villalba       | 13 tháng 4, 1982 (19 tuổi)  |         | Olimpia                |
| 3  | HV | José Devaca          | 18 tháng 9, 1982 (18 tuổi)  |         | Udinese                |
| 4  | HV | Emilio Martínez      | 10 tháng 4, 1981 (20 tuổi)  |         | Cerro Porteño          |
| 5  | HV | Pedro Benítez        | 23 tháng 3, 1981 (20 tuổi)  |         | Sportivo Luqueño       |
| 6  | TV | Walter Fretes        | 18 tháng 5, 1982 (19 tuổi)  |         | Cerro Porteño          |
| 7  | TĐ | Alejandro Da Silva   | 18 tháng 5, 1982 (19 tuổi)  |         | Udinese                |
| 8  | TV | Jorge Brítez         | 8 tháng 2, 1981 (20 tuổi)   |         | Braga                  |
| 9  | TĐ | Julio González       | 26 tháng 8, 1981 (19 tuổi)  |         | Guaraní                |
| 10 | TĐ | Tomás Guzmán         | 7 tháng 3, 1982 (19 tuổi)   |         | Juventus               |
| 11 | TĐ | Santiago Salcedo     | 6 tháng 9, 1981 (19 tuổi)   |         | Cerro Porteño          |
| 12 | HV | Celso Esquivel       | 20 tháng 3, 1981 (20 tuổi)  |         | San Lorenzo de Almagro |
| 13 | HV | Gabriel Estigarribia | 20 tháng 2, 1981 (20 tuổi)  |         | Atlético Colegiales    |
| 14 | TV | Felipe Giménez       | 26 tháng 5, 1981 (20 tuổi)  |         | Olimpia                |
| 15 | TV | Osvaldo Díaz         | 22 tháng 12, 1981 (19 tuổi) |         | Guaraní                |
| 16 | TĐ | Fredy Bareiro        | 27 tháng 3, 1982 (19 tuổi)  |         | 12 de Octubre          |
| 17 | TĐ | Cristian Fatecha     | 15 tháng 3, 1982 (19 tuổi)  |         | Sportivo Luqueño       |
| 18 | TM | Eduardo Cáceres      | 12 tháng 8, 1981 (19 tuổi)  |         | Sportivo Luqueño       |
| 19 | TV | Diego Del Puerto     | 4 tháng 8, 1981 (19 tuổi)   |         | San Lorenzo            |
| 20 | TĐ | Pedro Sosa           | 6 tháng 4, 1981 (20 tuổi)   |         | Sol de América         |